# Ruta Estatal de Nevada 824
La Ruta Estatal de Nevada 824, y abreviada SR 824 (en inglés: Nevada State Route 824) es una carretera estatal estadounidense ubicada en el estado de Nevada. La carretera inicia en el Sur desde la SR 208     en Smith hacia el Norte en la SR 823 . La carretera tiene una longitud de 18,5 km (11.472 mi).

## Mantenimiento
Al igual que las autopistas interestatales, y las rutas federales y el resto de carreteras estatales, la Ruta Estatal de Nevada 824 es administrada y mantenida por el Departamento de Transporte de Nevada por sus siglas en inglés Nevada DOT.